# 학나래도서관
학나래도서관은 인천광역시 미추홀구 학익동 소재의 도서관이다.

## 연혁
- 2007년 12월 27일 학나래도서관 개관

## 시설 현황
- 3층: 종합자료실, 일반열람실, 디지털자료실, 미니음악홀
- 2층: 지혜마루(어린이열람실), 도란도란방, 아기천사방, 슬기샘방, 행복쉼터, 도움방

## 이용 안내
시설 현황
- 성인 열람실(3층): 평일&토요일 오전 10시~ 오후 10시 / 일요일 오전 10시 ~ 오후 6시
- 어린이 열람실(2층): 매일 오전 10시 ~ 오후 6시

휴관일
- 월요일
- 법정 공휴일